# Loxostege scalaralis
Loxostege scalaralis is een vlinder uit de familie van de grasmotten (Crambidae). De wetenschappelijke naam van de soort is voor het eerst voorgesteld door Hugo Theodor Christoph in een publicatie uit 1877.
De soort komt voor in Turkmenistan.